# 52500 Kanata
52500 Kanata è un asteroide della fascia principale. Scoperto nel 1996, presenta un'orbita caratterizzata da un semiasse maggiore pari a 2,3623963 UA e da un'eccentricità di 0,1086999, inclinata di 9,89370° rispetto all'eclittica.